# Jameos del Agua
Los Jameos del Agua son un espacio natural y un centro de arte, cultura y turismo localizado en el municipio de Haría, en el norte de la isla de Lanzarote (Canarias, España), gestionado por el Cabildo de Lanzarote e ideado por el artista César Manrique.

## Estructura geológica
La palabra «jameo» es de origen aborigen y se refiere a un agujero que se produce como consecuencia del hundimiento del techo de un tubo volcánico. Los Jameos del Agua, al igual que la Cueva de los Verdes, se localizan en el interior del túnel volcánico producido por la erupción del Volcán de la Corona. El túnel tiene una longitud conocida de 6 km, de los cuales al menos 1,5 km discurren bajo la superficie marina, tomando este último tramo el nombre de Túnel de la Atlántida.
Los Jameos del Agua se encuentran situados en la sección de este túnel más cercano a la costa. Está formado por al menos tres jameos o aberturas en el terreno. El Jameo Chico por donde se realiza el acceso al interior, el Jameo Grande y un tercero, denominado Jameo de la Cazuela. 

## Intervención arquitectónica
Se trata de una intervención espacial creada a partir de dichos jameos naturales por el artista lanzaroteño César Manrique y pretende mostrar al visitante un espacio para la contemplación de la naturaleza apenas intervenida por el hombre. Es el primer Centro de Arte, Cultura y Turismo creado por César Manrique, y es el reflejo de uno de sus pilares creativos: la armonía entre la naturaleza y la creación artística.
A principios de los años sesenta, y debido al abandono del entorno, se hace necesario acometer labores de limpieza y de acondicionamiento. Aunque las obras se dilataron en el tiempo, podemos señalar el año 1966 como fecha de la apertura de las primeras fases al público. 
La especial morfología del tubo volcánico provocó que se realizaran numerosos cambios del proyecto inicial, explorando nuevas alternativas creativas y procurando que las soluciones adoptadas fuesen las más adecuadas. Será en 1977, después de más de una década de trabajos, cuando quede conformada la estructura general de los Jameos del Agua. En estas mismas fechas se procede a la inauguración oficial del centro, incluyendo el Auditorio, y se considera concluida la obra.
Aun así, y con posterioridad, se realizan nuevas instalaciones para funciones concretas como el espacio museístico de la Casa de los Volcanes. Este centro se dedica, desde 1987, a una labor científica y didáctica sobre la vulcanología.

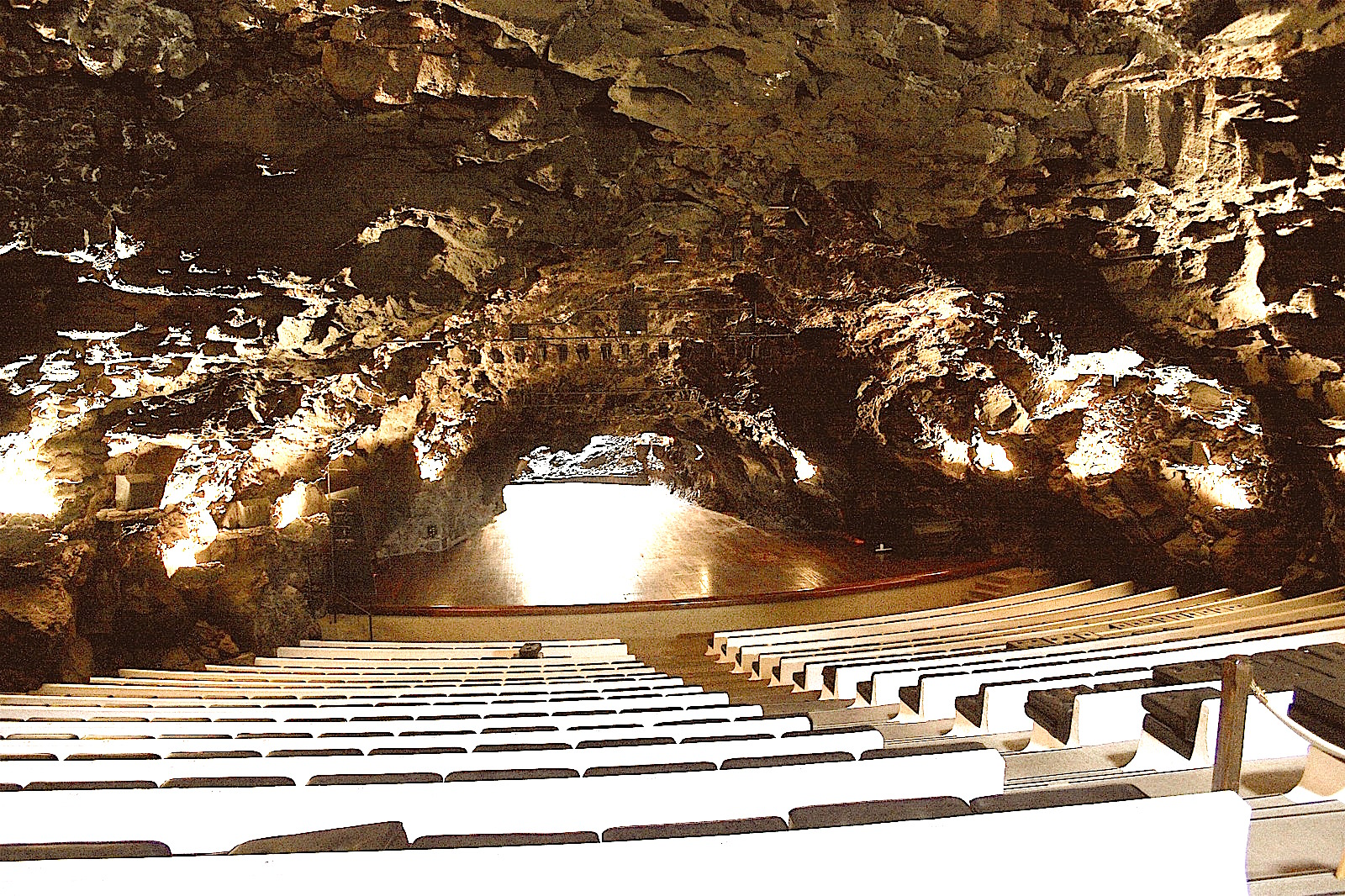
Auditorio en los Jameos del Agua.
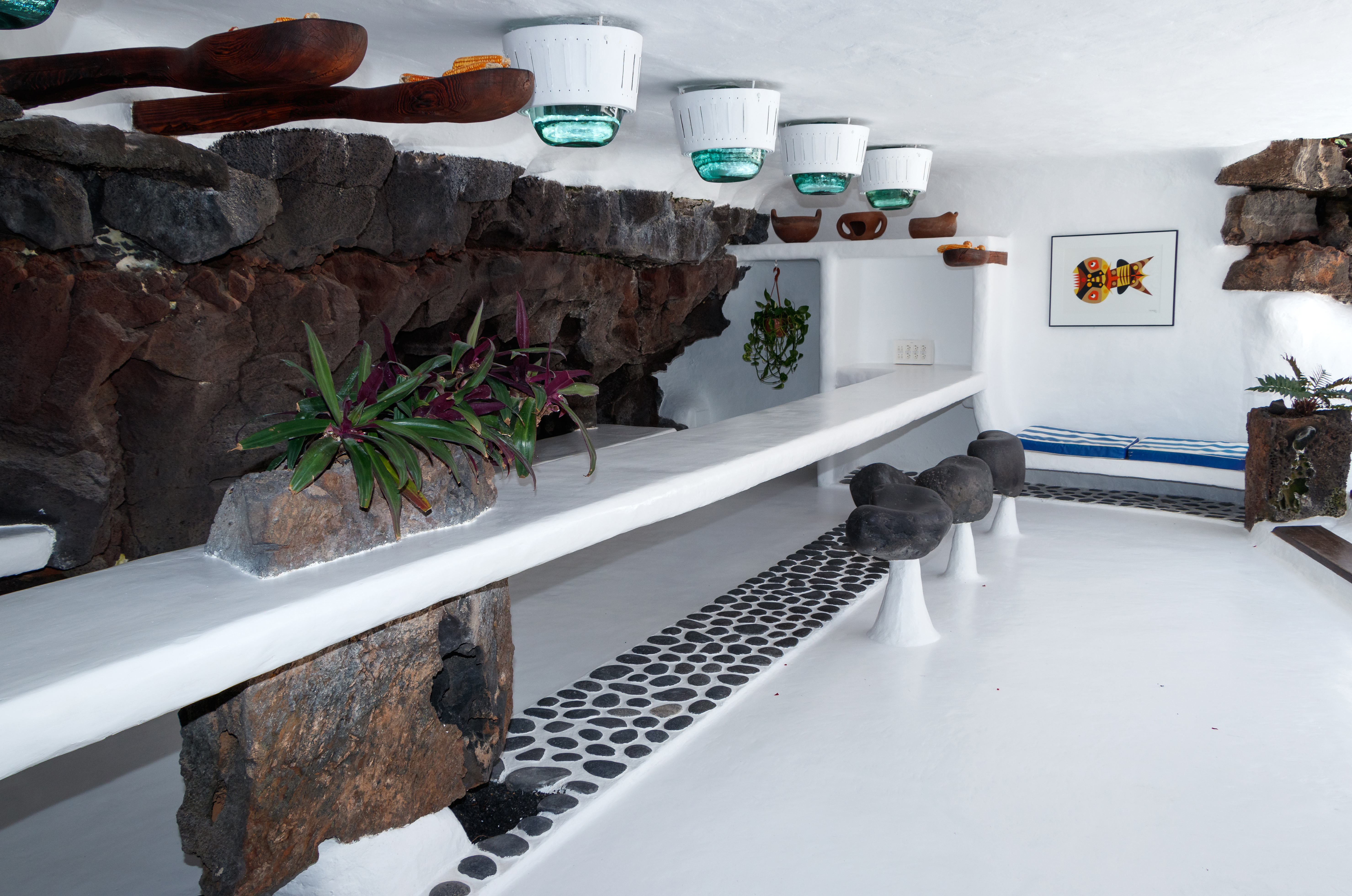
Bar.

## El cangrejo ciego

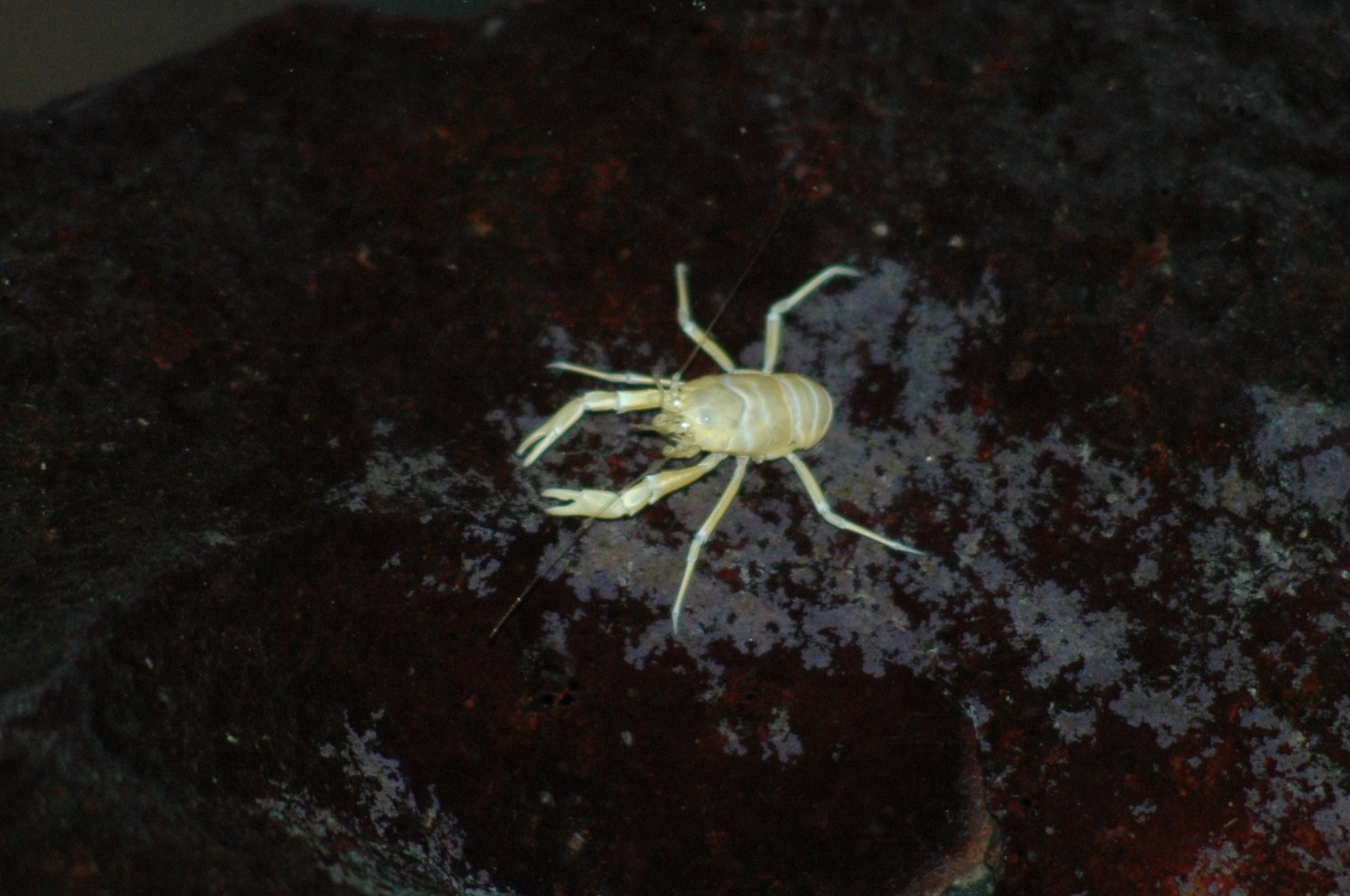
Cangrejo ciego (Munidopsis polymorpha).

Los Jameos del Agua son muy importantes desde el punto de vista ecológico, ya que existe una especie de cangrejo única y endémica, los cangrejitos ciegos (Munidopsis polymorpha) un cangrejo de apenas un centímetro de longitud, albino y ciego.
Estos cangrejos son muy sensibles a los cambios de la laguna (procedente de agua de mar) por lo que el ruido y la luz les afecta. Son muy sensibles al óxido, que puede llegar a matarlos, por lo que está prohibido tirar monedas al agua.

## Protección
Los Jameos se encuentran enclavados dentro del monumento natural de La Corona. Desde el 19 de diciembre de 1994 tiene una categoría de protección más específica al ser clasificado como sitio de interés científico. Además es considerado área de sensibilidad ecológica.